# Kanton Léman

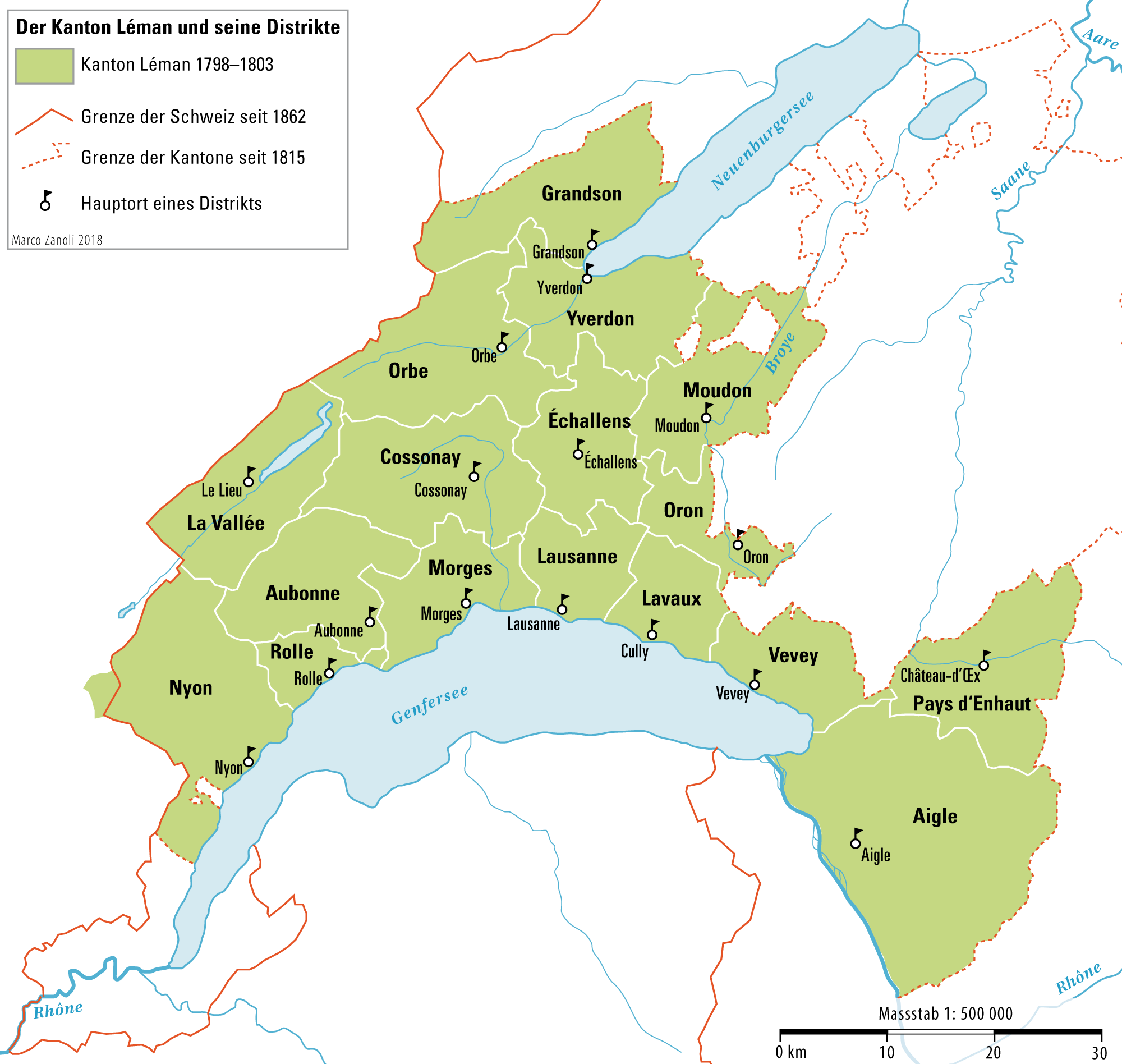
Karte des Kantons Léman mit seinen Distrikten 1798

Der Kanton Léman war ein Kanton während der Helvetischen Republik von 1798 bis 1803, der auf dem Gebiet des heutigen Kantons Waadt bestand.
Nachdem die Waadt ein Untertanengebiet von Bern gewesen war, wurde sie im Januar 1798 unabhängig. Die Unabhängigkeit der Waadt war aus Sicht von Frédéric-César de La Harpe eine Voraussetzung für die Eingliederung in die Helvetische Republik. Die unabhängige Waadt, von La Harpe als Lemanische Republik bezeichnet, wurde April 1798 Teil der Helvetischen Republik. Nun Kanton Léman genannt, umfasste er nicht nur die frühere bernische Waadt, sondern auch die ehemaligen Gemeinen Herrschaften Echallens, Orbe und Grandson. Die Bezirke Payerne und Avenches gehörten bis 1803 zum Kanton Freiburg. Der Kanton Waadt wurde 1803 durch die Mediationsakte aus dem Kanton Léman geschaffen.
Der Kanton Léman entzog im Frühjahr 1798 allen Bernern mit Gütern im Waadtland für kurze Zeit das Verfügungsrecht über ihr Eigentum. Für die Ausreise in einen anderen Kanton war ein Pass erforderlich, den Ausreisewillige erst erhielten, nachdem ein Bürgereid auf die helvetische Ordnung geschworen worden war. Dieselbe Vorschrift galt selbst für Senatoren und Grossräte, wenn sie sich zu ihren Versammlungen in den Aargau begaben.
Der Kanton Léman grenzte im Südwesten an das französische Département Léman mit Hauptstadt Genf, das ebenfalls 1798 gegründet worden war.